# Robache
Pour l’article homonyme, voir Robache (Vosges).
Le Robache est un ruisseau des Vosges, affluent souvent torrentueux en rive droite de la Meurthe. 

## Géographie
De 7 km de longueur, il draine, dans un chenal d'abord guidée vers le nord, les eaux du massif de l'Ormont primitif, aujourd'hui bien délimité en deux massifs forestiers de l'Ormont et de la Bure. Son débit est assez infime en période d'étiage. La partie finale de son cours, dans la ville de Saint-Dié-des-Vosges, a été entièrement déviée, calibrée et canalisée au siècle des Lumières, puis totalement couverte au cours de l'entre-deux-guerres.

### Commune et cantons traversés
Le ruisseau de Robache ne se déploie que dans les limites du territoire communal de Saint-Dié-des-Vosges et traverse en premier lieu le quartier éponyme de cette ville. 
Il ne coule dès lors que dans le seul département des Vosges mais prend cependant sa source dans le canton de Saint-Dié-des-Vosges-2 et conflue avec la Meurthe dans le canton de Saint-Dié-des-Vosges-1.

### Bassin versant
Le ruisseau de Robache traverse une seule zone hydrographique La Meurthe de la Fave au Taintroué (A605) de 389 km2 de superficie. Ce bassin versant est constitué à 66,50 % de « forêts et milieux semi-naturels », à 27,24 % de « territoires agricoles », à 5,95 % de « territoires artificialisés », à 0,16 % de « zones humides », à 0,05 % de « surfaces en eau ».

## Affluent
Le ruisseau de Robache n'a pas d'affluent référencé. Son rang de Strahler est donc de un.

## Hydronymie
Francisation du germanique rot «rouge» + bach «ruisseau».
Anciennes mentions : Raurobacco (Xe siècle) ; Lou rui de Robech (1311) ; Lou rui de Roubaiche (1355) ; Ruy de Robaiche (1365) ; Lou rui de Robach (1379) ; Rivum de Robrexis (XIVe siècle) ; Le rus de Roubaiche (1441) ; Le rus de Robache (1459).

## Aménagements et écologie

### Histoire de la vallée de Robache
Les hauteurs boisées de la vallée du Robache furent naguère des lieux privilégiés de loisirs dominicaux. Plusieurs kiosques en bois ont été dressés dans la forêt de l'Ormont dont l'un demeure au lieudit "des Molières", près d'une cascade artificielle alimentée par le ruisseau.

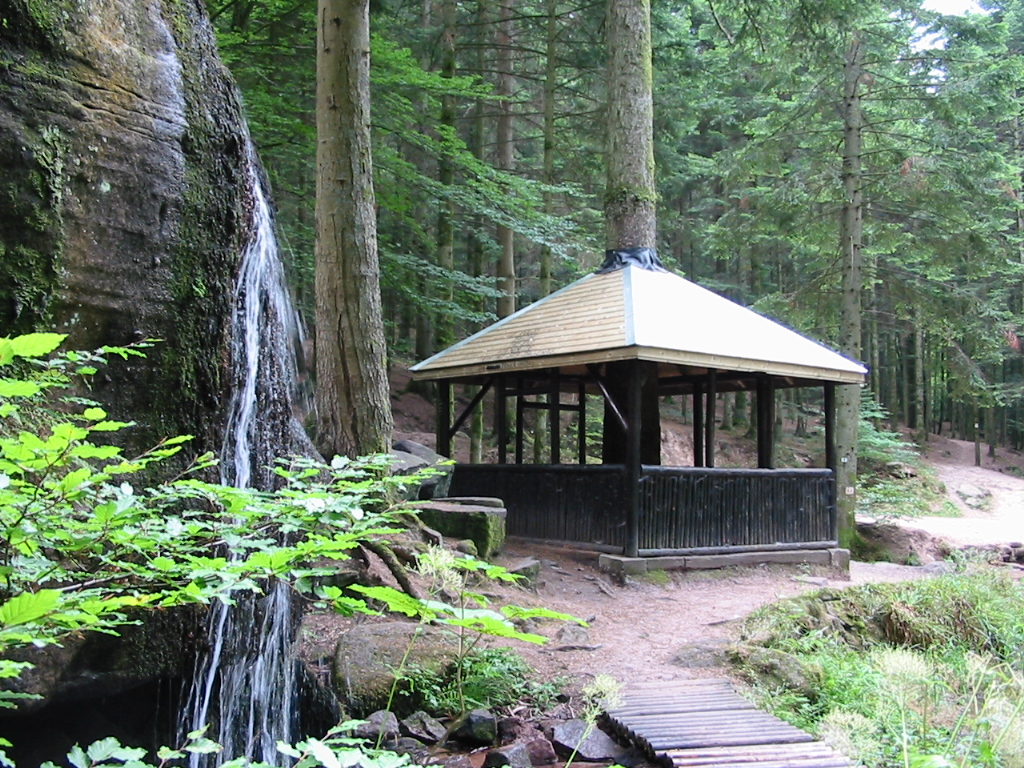
Cascade et kiosque des Molières.